# 1903 au Yukon
Chronologie du Yukon
- 1899
- 1900
- 1901
- 1902
- 1903
- 1904
- 1905
- 1906
- 1907

Cette page concerne des événements d'actualité qui se sont produits durant l'année 1903 dans le territoire canadien du Yukon.

## Politique
- Commissaire : Zachary Taylor Wood (en) (intérim) (jusqu'au 4 mars) puis Frederick Tennyson Congdon (en)

## Événements
- Sortie du roman L'Appel de la forêt de Jack London. L'action se passe au Yukon à l'époque du Klondyke.
- 13 janvier : Deuxième élection générale yukonnaise (en).

## Naissances
- Alex J. Stringer (en), juge et politicien († 13 février 1969)
- 1er janvier : Tom Greenwood (en), prêtre († 1er février 1974)